# Le Puech
Le Puech är en kommun i departementet Hérault i regionen Occitanien i södra Frankrike. Kommunen ligger i kantonen Lodève som tillhör arrondissementet Lodève. År 2022 hade Le Puech 260 invånare.

## Befolkningsutveckling
Antalet invånare i kommunen Le Puech
Referens:INSEE